# Cimetière des 366 fosses
Le cimetière des 366 fosses ( Cimitero delle 366 Fosse ) ou Cimitero di Santa Maria del Popolo ou Cimitero dei Tredici a été construit en 1762 à une courte distance de la Villa Poggio Reale, alors délabrée, et est situé sur une terrasse d'une colline surplombant le Quartier Poggioreale de Naples. Il se trouve près du monumental cimetière de Poggioreale, qui a été construit au sommet de la villa en ruine. L'architecte était le Florentin Ferdinando Fuga .

## Histoire

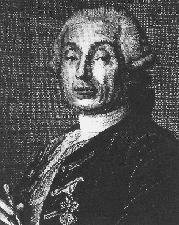
Ferdinando Fuga, l'architecte qui a réalisé le cimetière

Le but du cimetière était de systématiser l'enterrement des pauvres; ceux qui sont morts dans les orphelinats napolitains, les maisons pauvres comme l' Albergo dei Poveri voisin (construit en 1751 également par Fuga ) et les hôpitaux comme l' Ospedale degli Incurabili . Le raisonnement était destiné à concilier une logique mathématique avec une pieuse compassion pour petite classe. Face à la ville de plus en plus peuplée de Naples, alors que les paysans indigents de la campagne s'installaient dans la ville, les autorités ont dû trouver des moyens non seulement de loger les  vivants, mais aussi de les enterrer correctement. Avant la construction de ce complexe, les morts étaient souvent enterrées dans des fosses aléatoires dans les zones rurales ou suburbaines de la capitale. Le but du projet est d'être efficace dans l'élimination des cadavres.
Ferdinando Fuga, sous la régence de Ferdinand IV, a conçu ce cimetière.

## Description
Il se compose d'une grande cour carrée entourée de hauts murs. Sous la surface de la cour se trouvent 360 pièces en briques adjacentes  de 4 mètres carrés chacune et de  sept mètres de profondeur (avec une grille placée à deux mètres du fond), avec un plafond voûté qui s'ouvre à la surface sur un étroit portail central carré de 80 cm de  côté, marqué d'un chiffre de 1 à 360.
Les Fosses/caveau sont disposées de telle sorte que chaque numéro corresponde à un jour spécifique de l'année, en commençant par le 1er janvier comme numéro un. Six autres pierres tombales se trouvent à l'intérieur du bâtiment d'entrée. L'endroit central est vide et les chambres  sont disposées en 19 lignes et 19 colonnes. Les chiffres montent de gauche à droite dans la première rangée, puis de droite à gauche et ainsi de suite. Ainsi, chaque jour, des cadavres étaient déposés dans la voûte adjacente. Un saut a été réservé pour le jour supplémentaire de l'année bissextile. En moyenne, vingt-cinq personnes étaient déposées dans une chambre  chaque jour.
En 1794, après un tremblement de terre, les nombreux morts ont été enterrés dans la voûte de l'année bissextile moins utilisée. Le cimetière a fonctionné de 1762 à 1890. Il est actuellement dans un état semi-décrépi. D'après les calculs, il s'agissait probablement un site où sont  enterrées plus de cent mille personnes.
Un treuil en fer installé en 1875 est toujours sur les lieux et aurait aidé à descendre les cadavres. Avant les cadavres étaient jetés sans cérémonie dans les fosses.
L'entrée avec un crâne et des os croisés dans le tympan a une plaque annonçant en latin que, « Le roi juste et libéral Ferdinand IV, du royaume des Deux-Siciles a construit ce cimetière commun divisé en cellules individuelles pour sa population bien-aimée, afin de éviter la congestion des cadavres et leurs odeurs de nuire à son peuple, et de fournir un enterrement approprié ».